# Bisaladinni, Hungund
Bisaladinni là một làng thuộc tehsil Hungund, huyện Bagalkot, bang Karnataka, Ấn Độ.